# Щербатюк Володимир Михайлович
Володи́мир Миха́йлович Щербатю́к (нар. 8 жовтня 1968, с. Почапинці Лисянського району Черкаської області) — український історик і громадський діяч, доктор історичних наук, професор, професор кафедри теорії та історії держави і права Національної академії внутрішніх справ, голова Лисянської районної організації «Витоки» Національної спілки краєзнавців України.

## З життєпису
У 1992 р. закінчив історичний факультет Київського університету імені Тараса Шевченка. З липня 1992 по січень 1993 рр. працював екскурсоводом краєзнавчої філії в смт. Лисянка музею історії Корсунь-Шевченківської битви (м. Корсунь-Шевченківський Черкаської області).
У січні 1993 р. призначений директором Лисянського державного районного історичного музею Черкаської області. В 1995—1998 рр. — аспірант кафедри давньої та нової історії України Київського національного університету імені Тараса Шевченка. У 1998 р. брав участь у проекті ТАSІС «Реєстрація землі та іншої нерухомості і прав власності на них», що діяв в Україні з 1996 по 1998 р. при Комісії Європейського Союзу. В 1999 р. працював на посаді головного спеціаліста управління міграції та біженців Державного комітету України у справах національностей та міграції. З квітня 1999 р. — викладач, старший викладач, доцент Національної академії внутрішніх справ України. З 2006 по 2009 рр. працював на посаді доцента кафедри історії держави і права Київського національного університету внутрішніх справ. З 2010 р. — доцент кафедри теорії та історії держави і права Національної академії внутрішній справ. 2008 р. вступив до докторантури Київського національного університету ім. Тараса Шевченка.
1998 р. захистив дисертацію на здобуття наукового ступеня кандидата історичних наук на тему: «Университетские известия (1961—1919) та їх роль у розгортанні наукових досліджень у галузі історії в Київському університеті». У 2013 р. захистив дисертацію на здобуття наукового ступеня доктора історичних наук на тему: «Селянський повстанський рух в Україні 1917—1921 років: українська історіографія». З 1999 р. на громадських засадах редагує науково-публіцистичне видання «Добридень». Автор понад 250 наукових, навчальних і науково-публіцистичних праць.

## Нагороди
Двічі Лауреат Черкаської обласної краєзнавчої премії ім. М. Максимовича (2002, 2006). У 2008 р. за сумлінну працю та високий професіоналізм нагороджений Почесною грамотою Міністерства культури і туризму України. Нагороджений грамотою НАН України (2002). Відмінник освіти України (з 2003 р.). Почесний член Всеукраїнської спілки краєзнавців України (з 2004). У жовтні 2004 р. нагороджений почесною відзнакою «Лідер народної довіри».